# Hermosa Beach
Hermosa Beach – miasto w Stanach Zjednoczonych, w stanie Kalifornia, w hrabstwie Los Angeles. W 2010 zamieszkiwało je 19 506 osób. Miasto leży na wysokości 8 metrów n.p.m. i zajmuje powierzchnię 3,695 km².
Prawa miejskie uzyskało 10 stycznia 1907.